# Grabmal für Ulrich von Ebersberg und Richardis von Kärnten

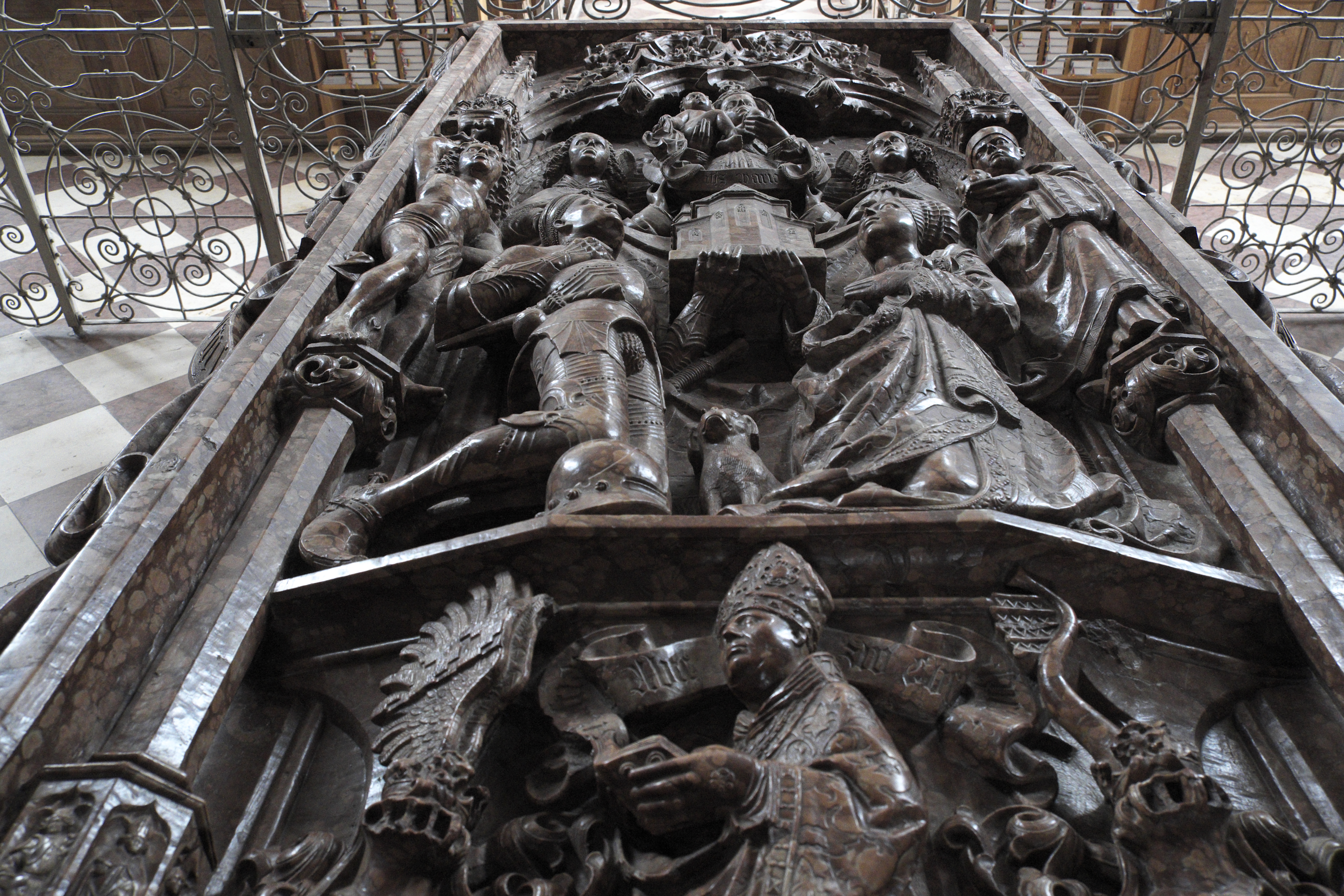
Tumba von Graf Ulrich und seiner Gemahlin Richardis in der Pfarrkirche von Ebersberg

Das Grabmal für Ulrich von Ebersberg und Richardis von Kärnten befindet sich in der Kirche St. Sebastian in Ebersberg, der Kreisstadt des oberbayerischen Landkreises Ebersberg. Das Grabmal ist als Teil der Kirchenausstattung ein geschütztes Baudenkmal.

## Beschreibung
Das Hochgrab für Ulrich von Ebersberg († 3. Mai 1029) und seine Frau Richardis von Kärnten († 23. April 1013) wurde im Auftrag des Abtes Sebastian Häfele Ende des 15. Jahrhunderts von dem Bildhauer Wolfgang Leb geschaffen. Das Stiftergrab für die beiden seliggesprochenen Wohltäter des Klosters Ebersberg ist aus Rotmarmor gefertigt. Die Tumba zeigt auf der Deckplatte unter dem Bildnis der Gottesmutter Maria Ulrich von Ebersberg und seine Frau, die ein Kirchenmodell halten. Flankiert wird das Stifterpaar vom heiligen Sebastian (links) und dem heiligen Benedikt (rechts). Darunter ist der Abt Sebastian Häfele dargestellt. An den Seitenwänden sind die Ebersberger Grafen Sieghart, Rathold, Eberhard I., Adalbero I., Adalbero III. und Eberhard II. abgebildet. Spruchbänder und Wappen schmücken das Hochgrab. An den Seiten sind sechs sitzende Skulpturen, vier Mönche, ein bärtiger Mann und ein Abt zu sehen, die aus aufgeschlagenen Büchern lesen. Der Bildhauer hat sich auf der Deckplatte unten links mit „W. Leb maister des vercks“ verewigt.

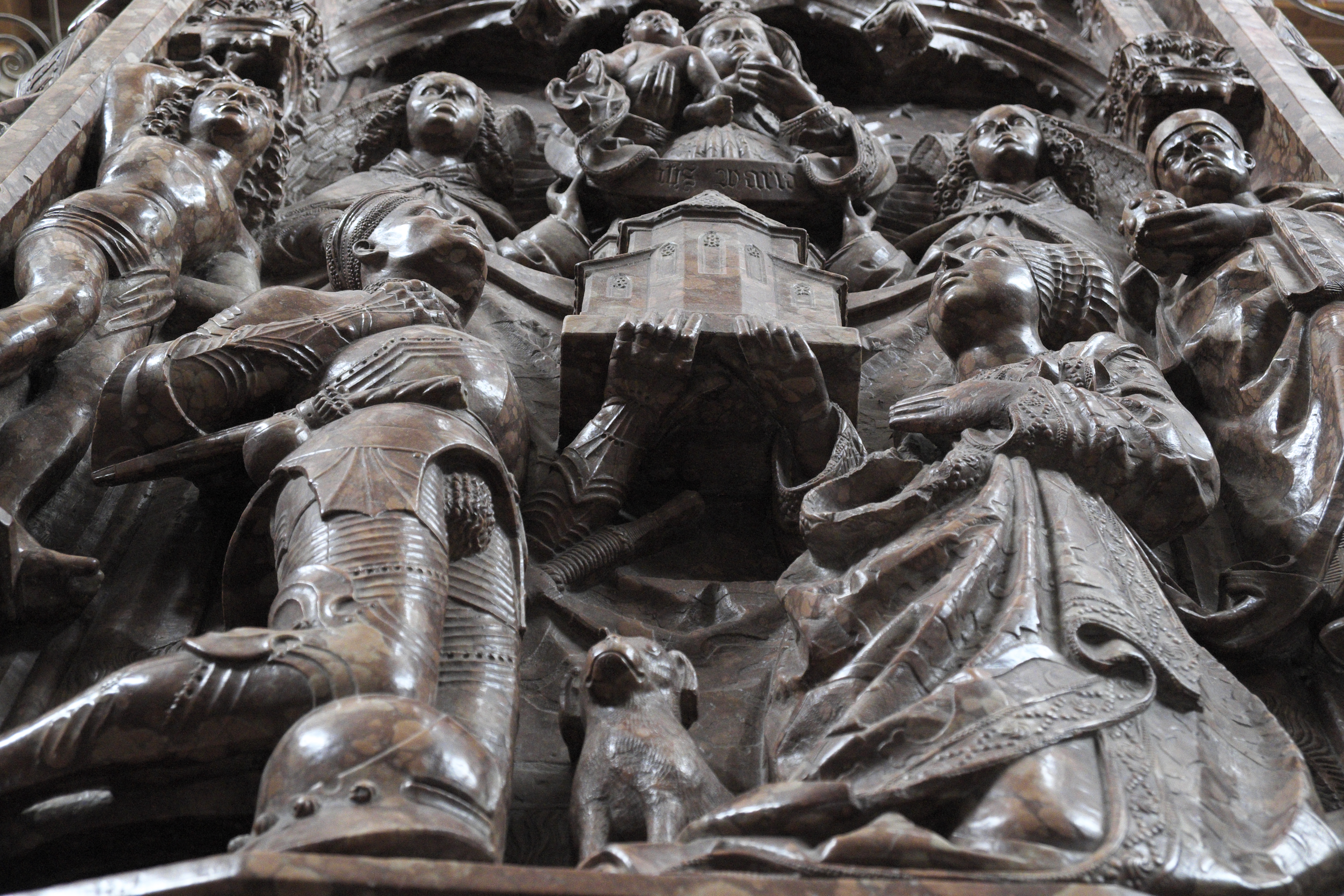
Stifterpaar mit Kirche
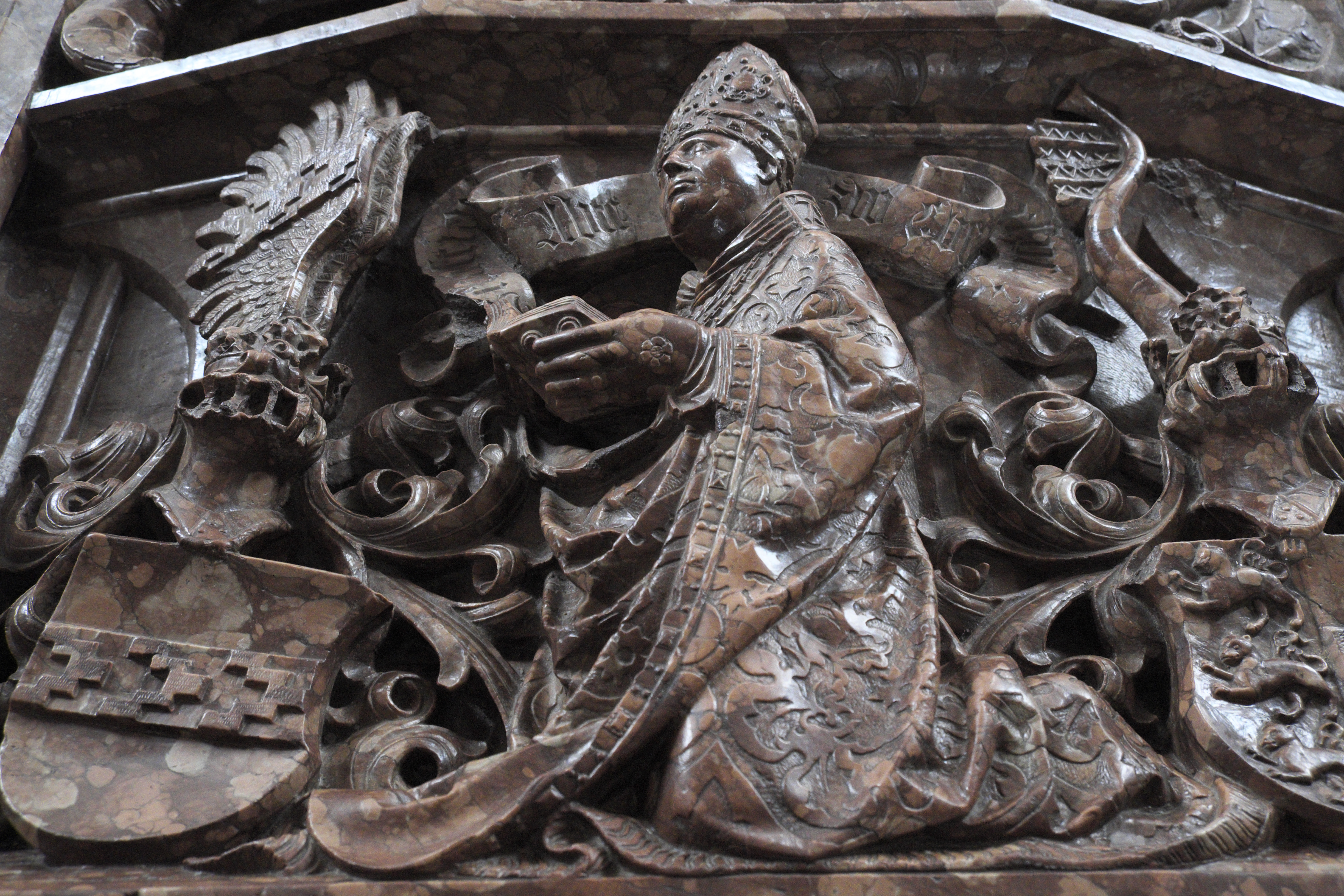
Abt Sebastian Häfele
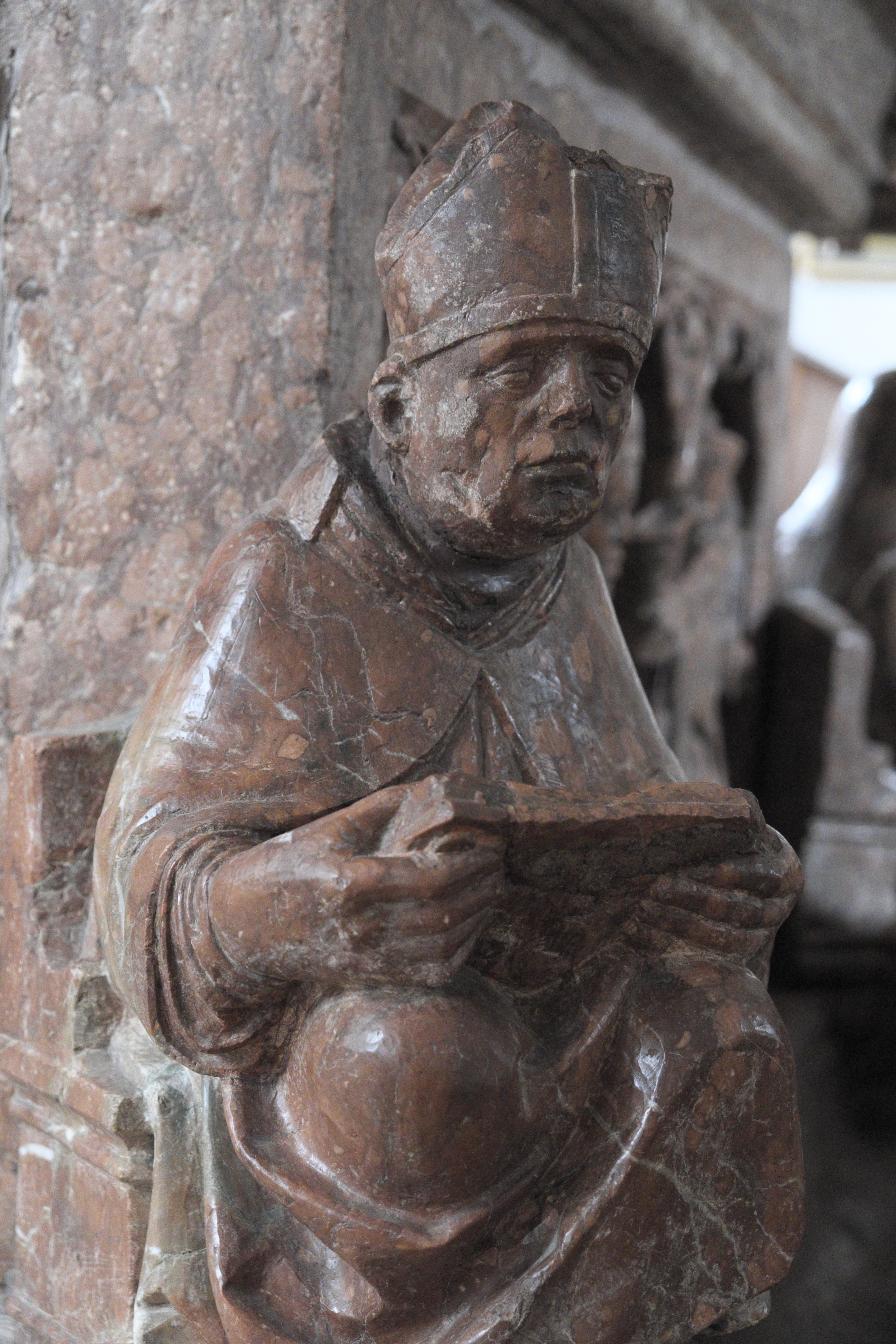
Lesender Abt
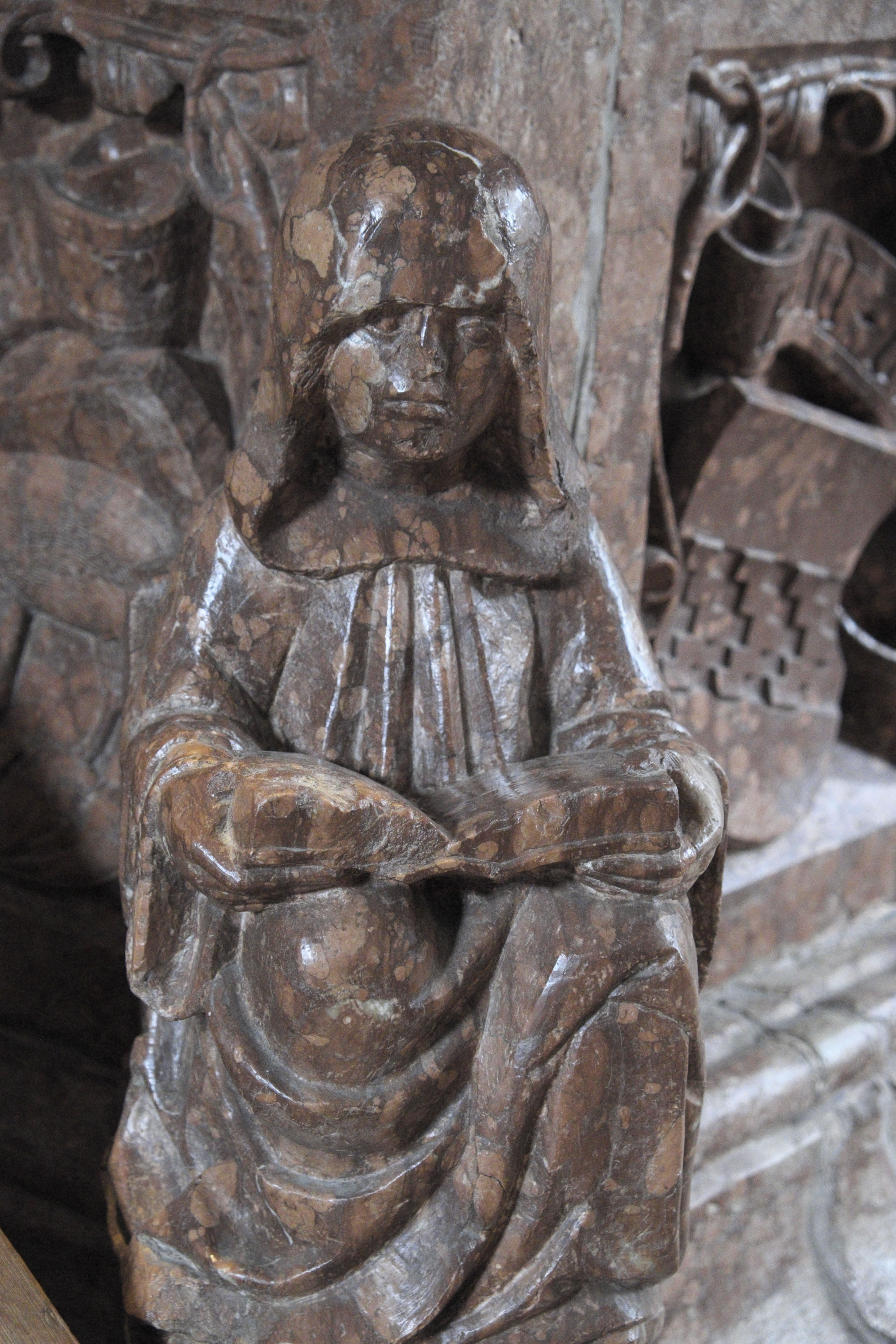
Lesender Mönch
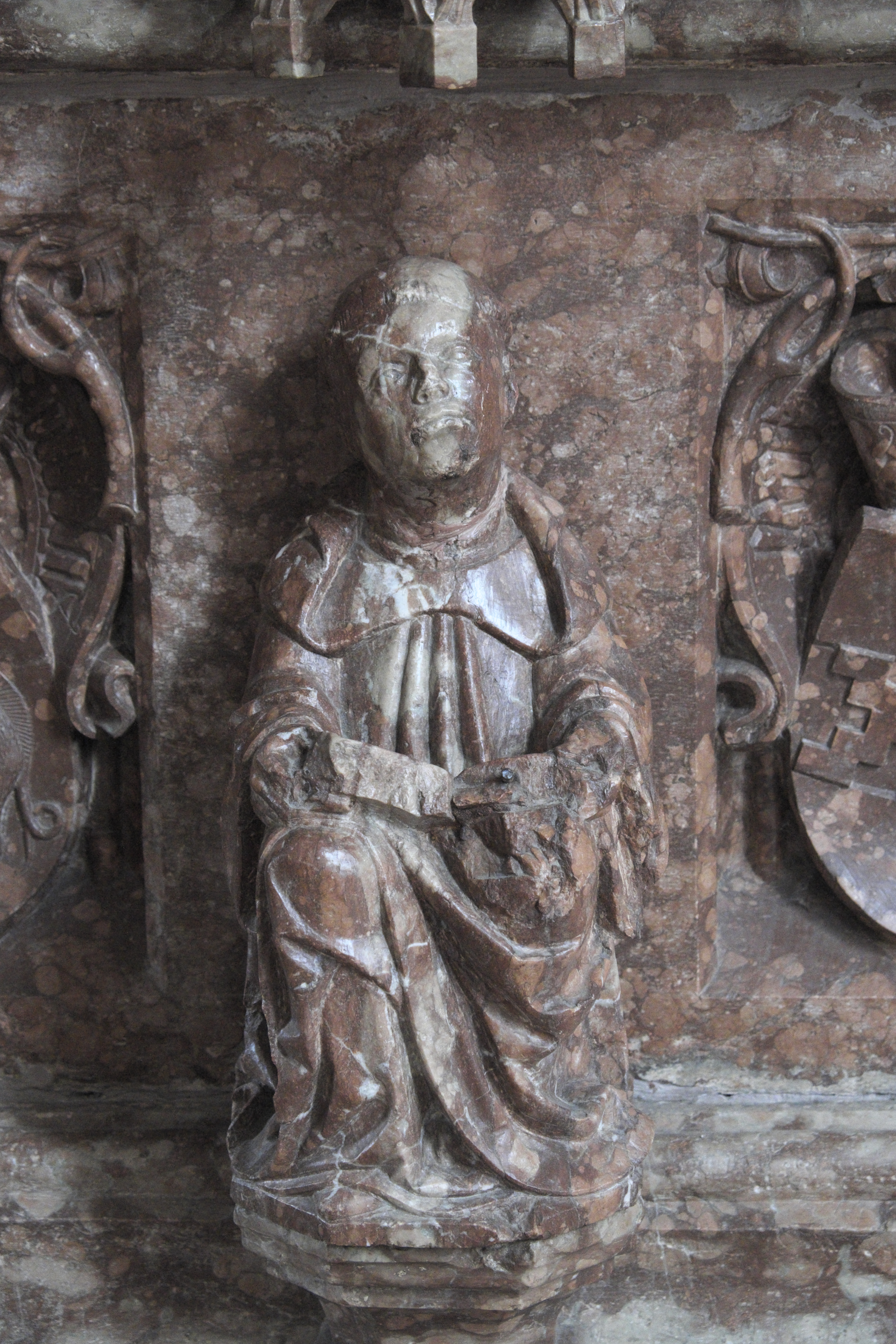
Lesender Mönch
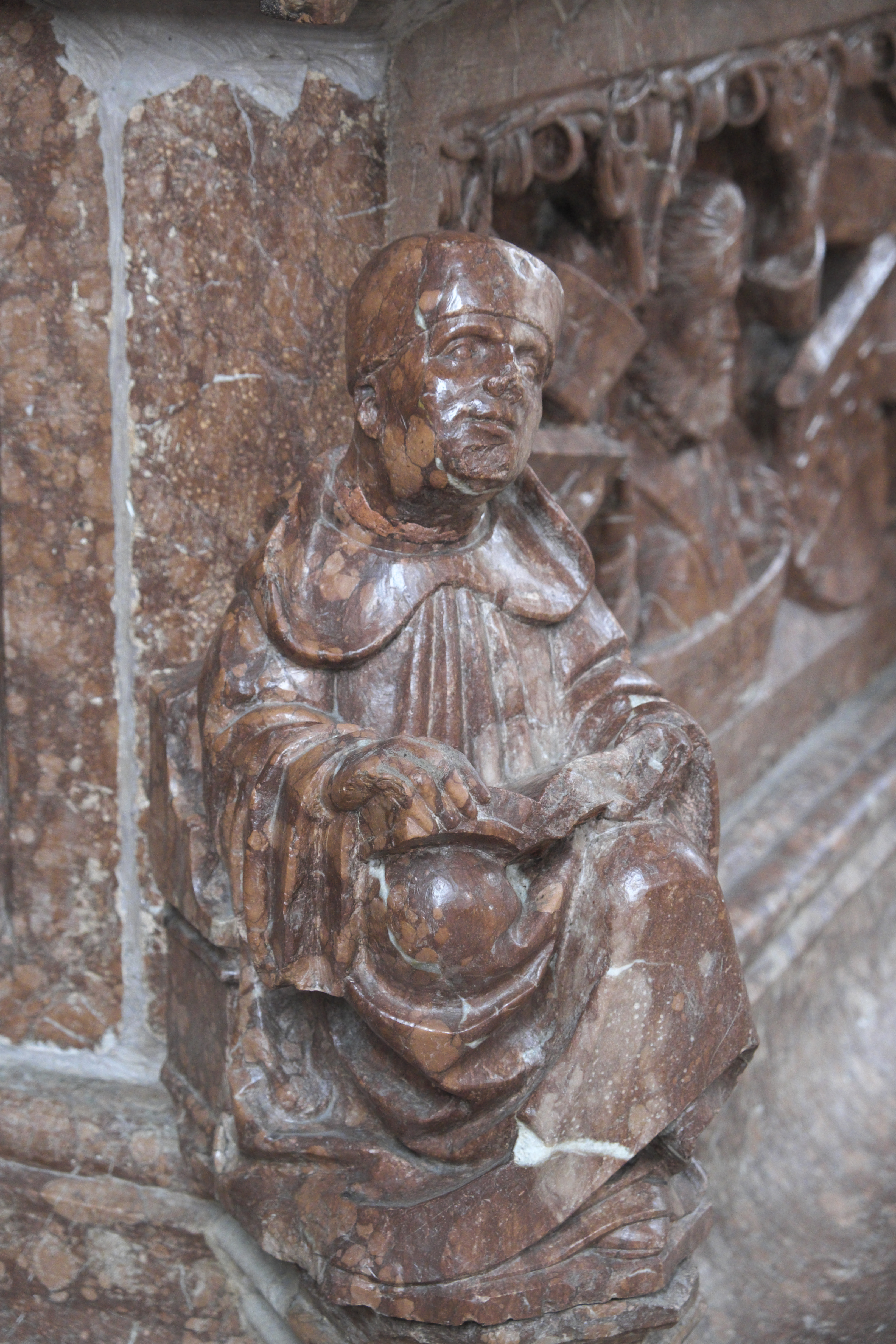
Lesender Mönch
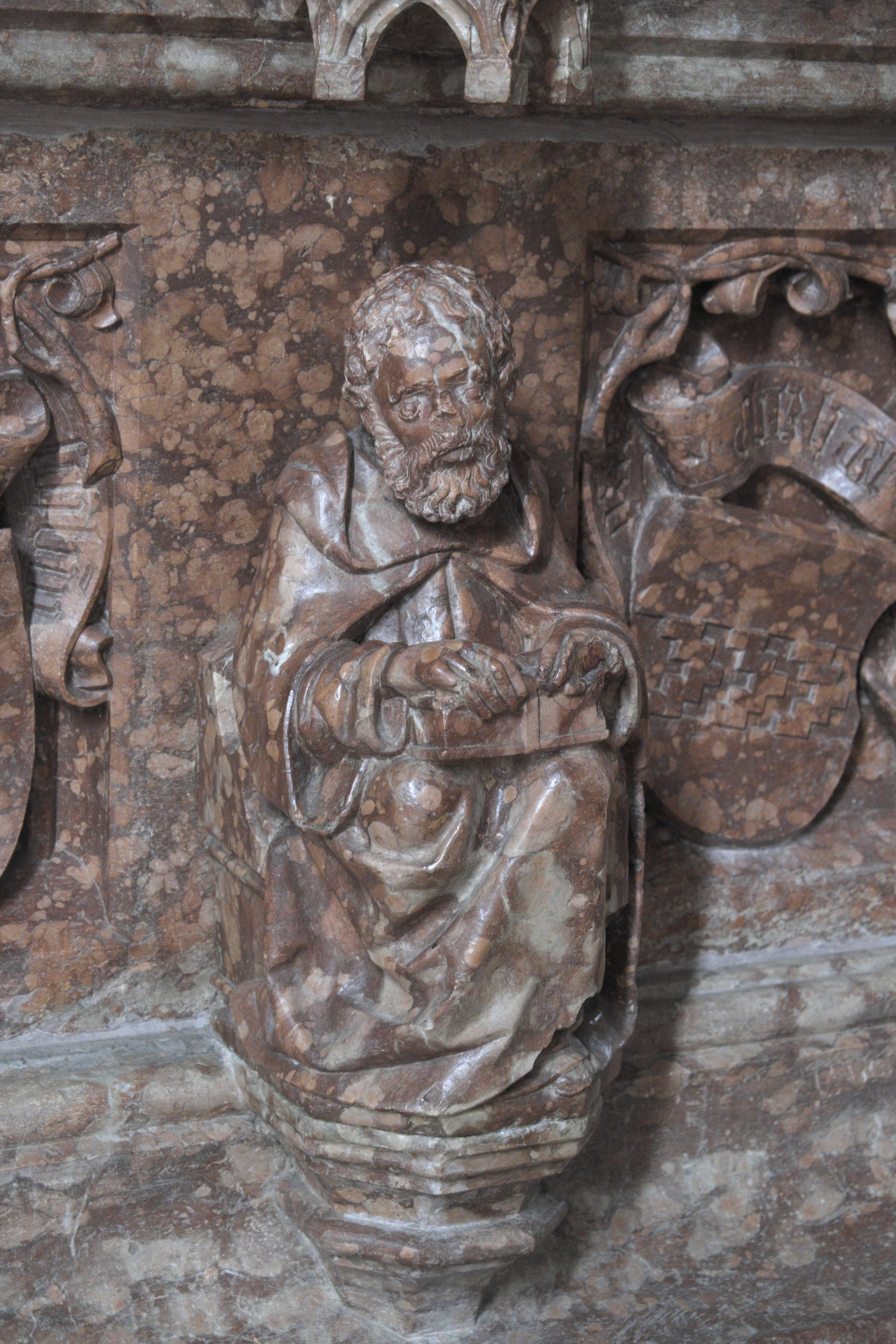
Lesender bärtiger Mann
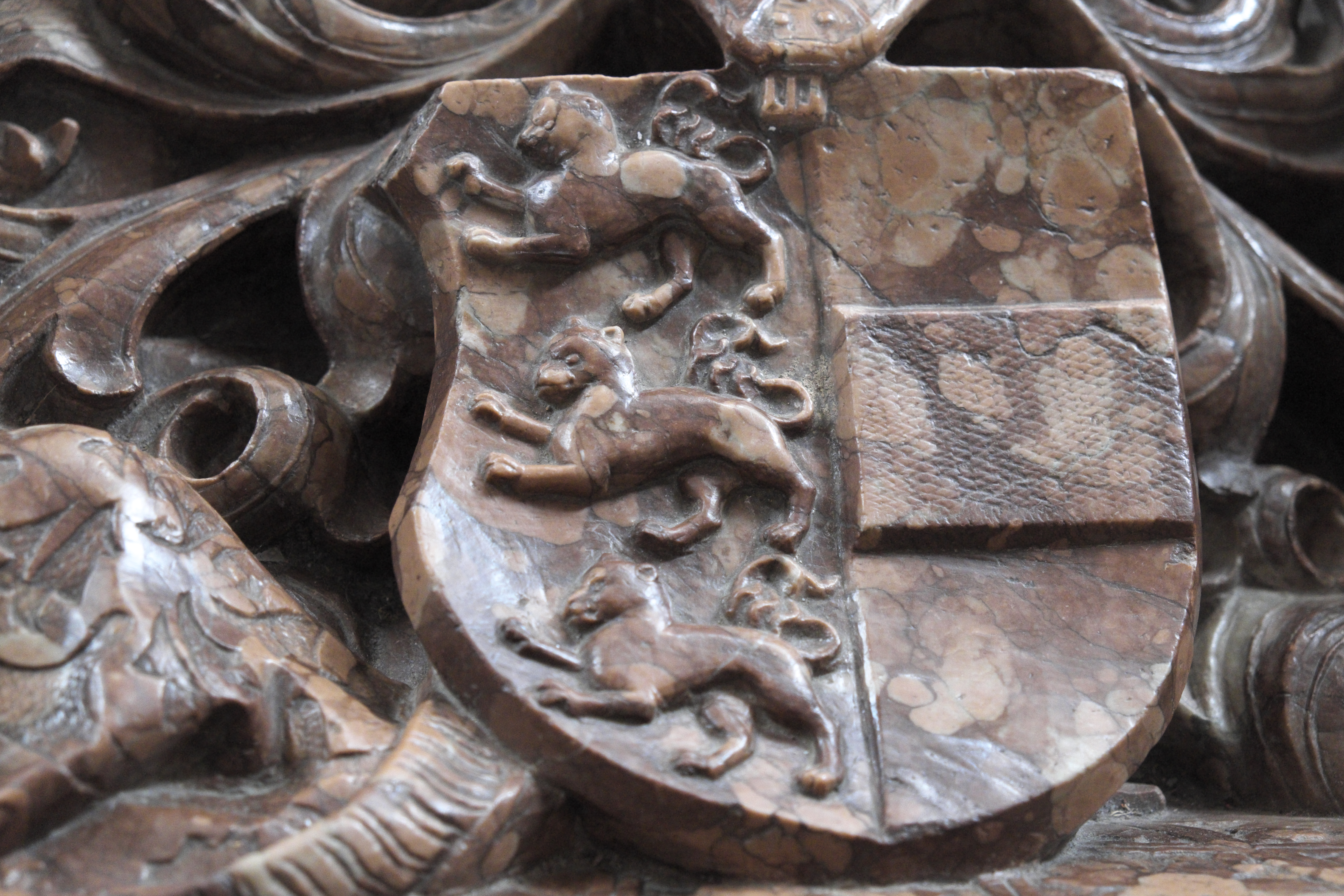
Wappen